# Prairie fleurie
Pour les articles homonymes, voir Prairie.
 (janvier 2024).
Si vous disposez d'ouvrages ou d'articles de référence ou si vous connaissez des sites web de qualité traitant du thème abordé ici, merci de compléter l'article en donnant les références utiles à sa vérifiabilité et en les liant à la section « Notes et références ».

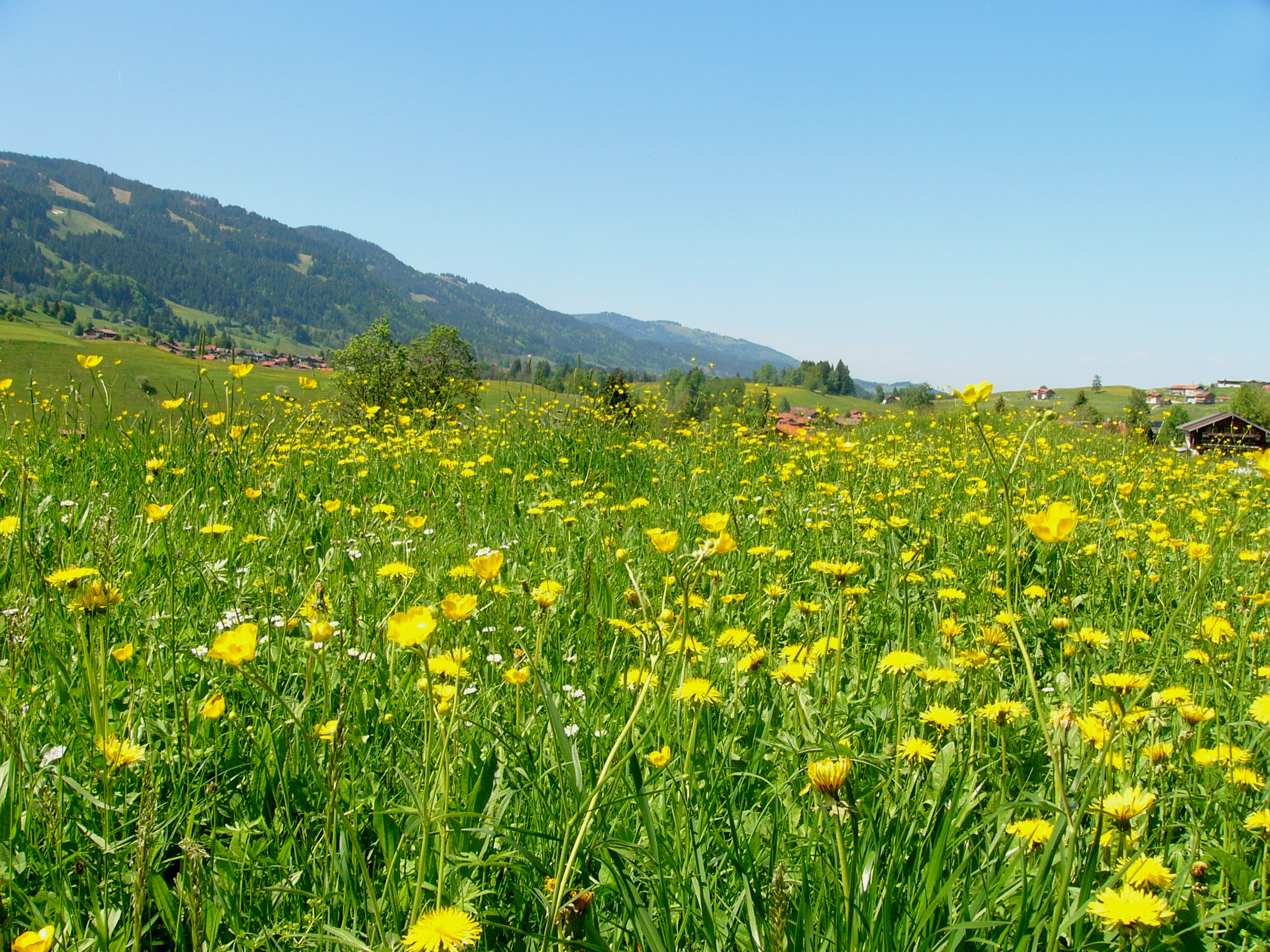
Prairies permanentes dans les Alpes bavaroises.

Une prairie fleurie (ou pré fleuri) est un terrain de type prairial, sur lequel poussent en abondance diverses fleurs disséminées dans les graminées aux fleurs discrètes, prairie qu'on cherche parfois à reproduire pour des raisons écologiques ou décoratives sous forme de « bandes fleuries ».
La prairie fleurie est ou était naturelle, sur des sols pauvres, sur les pentes régulièrement pâturées par de grands ou petits herbivores comme comme le bison en Amérique du Nord, sur les plaines inondées plusieurs mois par an (ce qui empêche la plupart des arbres de pousser), sur certains sols (moyenne et haute montagne pâturée par des animaux domestiques ou sauvages tels que vaches, moutons, ânes, mulets, chèvres, bouquetins et chamois).
En Europe, à la suite de la disparition des grands herbivores elle est aujourd'hui presque toujours créée ou maintenue par le pâturage extensif ou le fauchage. Elle connaît un fort regain d'intérêt dans les aménagements paysagers faisant appel à la gestion différenciée ou dans le cadre d’aménagements paysagers, apicoles, ou dans le cadre d’une gestion restauratoire ou d’une gestion différenciée ou d’une gestion écologique par exemple.
De nombreuses espèces de prairies fleuries sont menacées ou protégées par la loi. Les transplanter dans un jardin ne permet généralement pas leur survie durable. Mieux vaut préparer un sol leur convenant et les semer avec des graines d'origine locale et produites par des experts, avec un contrôle scientifique.
Quand une prairie fleurie est créée ou restaurée par l’Homme, elle est tantôt semée, « greffée » ou restaurée par une ou plusieurs des techniques exposées ci-dessous.

## Description
La prairie fleurie est plus haute et dense que les pelouses rases, mais moins productrice de matière organique que la prairie grasse de pâturage. Elle s’en distingue aussi par une composition floristique différente.
Elle est généralement constituée de 30 à 50 % de graminées et pour le reste de plantes pérennes (vivaces) et de quelques plantes annuelles et bisannuelles (fleurs des champs) adaptées aux sols pauvres, caillouteux, crayeux ou sableux et non inondés. Quelques « messicoles » peuvent y apparaître ponctuellement et épisodiquement ou y être volontairement introduites, mais ne s’y maintiendront pas ou en faible nombre.
Le modèle naturel de ce milieu est celui des prairies plus ou moins naturelles de coteaux talus ou pentes montagneuses, ou de la flore qui poussait autrefois sur les talus, bords de fossés, bords de routes, et qui ne croissent durablement que sur des sols non enrichis en nitrates ou en phosphore (moins de 5 mg de phosphore par 100 g de sol). La flore caractéristique de ces prairies est entretenue par des herbivores en pâturage très extensif et/ou par des fauches avec exportation des produits de fauche.
Caractéristiques génétiques : Des années 1980 aux années 2000, de nombreuses graines et mélanges ont été vendues pour planter ce type de prairie, mais les graines provenaient souvent de quelques producteurs au détriment de la diversité génétique locale déjà mise à mal par les semis agricoles de prairies d’élevage de plus en plus pauvres et homogènes. Les écologues et gestionnaires recommandent maintenant l’utilisation de graines d’origine plus locale ou au moins « régionale ». Il existe depuis 2015 un référentiel français, Végétal local, qui certifie la provenance, les conditions de collecte ou de production ainsi que la traçabilité des graines ou plantules selon 23 régions d'origine. Une certification de la gestion différentiée (G.D.) est en cours de développement depuis 2006 par Ecocert, notamment testée sur les villes de Paris et de Lille.

## Création
Le terrain doit être ensoleillé et éloigné de lisières forestières, mais la prairie fleurie est compatible avec la présence de haies et de vergers ou de l’agrosylviculture. Si le sol naturel est pauvre et déjà garni d’une végétation spontanée rase et grêle constituée d’espèces indigènes (il ne s’agit pas de colza resemé d’une terre agricole par exemple), il suffit d’attendre que la végétation se conforte en prairie. On peut au mieux y repiquer quelques plants pour installer une nouvelle espèce (locale) ou renforcer une population existante. Les phytosociologues recommandent de ne pas introduire d’espèces localement protégées (pour limiter les risques de faux inventaires ou de pollution génétique), sauf avec avis scientifique et après accord des autorités compétentes ou à leur demande.
Si le sol est riche, il faut étréper, c'est-à-dire décaisser et exporter les 10 à 20 premiers centimètres du sol. Le produit de l’étrépage peut servir à créer des talus traditionnels de mottes d’herbes en périphérie de la parcelle.
Si le sol est légèrement eutrophe, deux solutions se présentent :
1. simple labour fait au tracteur, motoculteur ou à la bêche, suivi d’une préparation du lit de germination (ameublissement de la terre, hersage et râteau puis rouleau et grattage superficiel (râteau) avant semis à la volée, suivi d’un nouveau coup de rouleau.
2. une série de tontes (cinq à sept par an, effectuées de mars à octobre), avec exportation du foin, permettront de créer une pelouse rase qui – une fois le sol appauvri - sera ensuite entretenue par des fauches avec exportations (1 à 2 par an). Il est très important d'exporter le produit de la tonte, afin de ne pas enrichir le sol. Ce traitement permet l’apparition ou la réapparition spontanée d’un cortège floristique de prairie fleurie.

Si l’on veut installer quelques plantes messicoles (pour 1 ou 2 ans) ou mieux protéger les graines des oiseaux, on peut griffer le sol sur 15 cm de profondeur au plus. Le sol après semis (incluant des messicoles telles que bleuet ou coquelicot) peut être ratissé et roulé puis légèrement arrosé.
Sur sol nu et pauvre, plusieurs méthodes peuvent se compléter pour créer une prairie fleurie :
1. attendre l’apparition naturelle de la prairie fleurie,
2. semer,
3. joncher le sol de foin,
4. installer des plantules,
5. greffer la prairie fleurie (technique dite du « greffon »).

Les trois premières s’inspirent de ce qui se passe dans la nature. Les deux dernières sont plus volontaires. Ce sont des techniques de « génie écologique », plus lourdes et coûteuses, mais plus rapidement efficaces et utiles sur les sols et pentes fragiles.

### Le semis
Pour éviter la pollution génétique et favoriser une meilleure adaptation des plantes et une bonne résilience écologique du milieu, il est recommandé d’utiliser des graines d’origine régionale ou locale et adaptées au sol, soit en achetant des graines de provenance contrôlée, soit en les récoltant dans les prairies voisines (différents matériels spéciaux sont nécessaires pour se procurer de grandes quantités de graines des différentes espèces, certaines étant aspirées, d’autres récoltées au sol ou au moyen d’une sorte de peigne ou par d’autres moyens nécessitant un tri final par criblage).
Les graines étant de toutes tailles et formes, le semoir ne convient pas. Le semis se fait donc à la volée avec très peu de graines (1 à 2 g/m2, certains recommandant jusqu’à 10 g/m2), sur sol légèrement ameubli au râteau. Pour jeter les graines plus facilement et régulièrement, elles peuvent être mélangées à du sable humide ou de la sciure légèrement humide.
Ce type de graines n’a pas besoin d’être enterré, ou seulement d’un ou 2 mm. Un coup de râteau ou de rouleau suffisent, et n’est pas même nécessaire sur sol très humide. Sur sol décaissé et sec, un arrosage est nécessaire si la période est très sèche.
Le semis se pratique au printemps (ex : mi-mars à mi-mai, avant qu’il ne fasse trop sec, et idéalement vers le 15 avril en Europe de l’Ouest tempérée) ou mieux du 15 août à fin septembre pour éviter la concurrence d’autres plantes (adventices) et pour que la dormance de certaines graines soit levée par le froid hivernal (certaines graines ne germeront de toute façon qu’après quelques années). Les graines peuvent être conservées deux ans ou un peu plus (en milieu frais et à l’abri de la lumière), mais elles perdent une partie de leur pouvoir germinatif au fur et à mesure des années.

### La «jonchée de foin»
Cette méthode simple et efficace, mais pouvant favoriser une moindre diversité consiste à étaler sur le sol du foin très fraichement coupé dans une prairie voisine, l’opération pouvant être répétée à différents stades de floraison en juillet, août et septembre par exemple. Le foin doit être retourné régulièrement ou secoué, puis enlevé après 2 à 3 semaines (sauf une petite partie qui contribuera à limiter l’érosion hivernale si le sol est nu). Les graines tombées au sol constitueront la prairie de l’année suivante. Si le sol a été décaissé ou est nu, un mélange contenant environ 80 % de graminées à croissance lente et 20 % de fleurs vivaces est généralement recommandé. C’est une des méthodes utilisées par le génie écologique lors de grands travaux (dépôt de matériaux extraits lors du creusement du tunnel sous la Manche côté français par exemple).

### Repiquage de plantules, plantation en godets
Ils se font au printemps ou mieux en automne (septembre-octobre), à partir de plants issus de graines ou prélevés dans d’autres prairies. Ils conviennent mieux aux petites surfaces et aux espèces difficiles, ou aux couverts végétaux existants à enrichir. Les plantules ont un meilleur taux de reprise (sauf sécheresse sans arrosage). Elles produiront des semis naturels.
Pour un repiquage printanier, les graines doivent avoir germé en hiver dans un local chauffé dès février, et les plantules doivent être acclimatées en serre froide avant repiquage.

### Greffes de sol prairial
Il s’agit d’importer des « greffons » qui sont des plaques de prairie fleurie de 10 cm d’épaisseur qu’on pose sur le sol décaissé ou griffé, avec un arrosage préalable éventuel. Sur forte pente, le greffon peut être ancré dans le sol au moyen de simples bâtons plantés dans ce dernier.

## Entretien
Les premiers mois, les plantules doivent affronter la concurrence des annuelles, ce qu’elles feront plus facilement avec deux ou trois tontes d’été, tondeuse relevée à 10 cm de hauteur. Ensuite, l’entretien consiste en une fauche tardive (dans l’hémisphère nord : après le 14 juillet et si possible après le 15 août sur les milieux humides ou frais, et fin octobre pour les milieux plus secs). Il s’agit de faucher après que la plupart des vivaces ont eu le temps de produire leurs graines.

### Dates de fauche
Elles influent fortement (par sélection) sur le type de prairie, le nombre d’espèces de fleurs, et la période maximale de floraison.
Faucher en fin d’été (fin septembre) favorise les vivaces sauvages telles que la centaurée scabieuse (Centaurea scabiosa), le millepertuis perforé (Hypericum perforatum), la grande marguerite (Leucanthemum vulgare) ou encore le lotier corniculé (Lotus corniculatus).
Faucher en fin de printemps (juin) favorise des plantes fleurissant avant cette date (cardamine des prés (Cardamine pratensis), Brunelle commune (Prunella vulgaris) ; une fauche plus tardive favorisera des plantes plus nombreuses à fleurir de juin à août (dont le séneçon par exemple).
Faucher début juillet donne une prairie plus verte en août, et favorise une seconde floraison de fin d'été.
Sauf sur sol naturellement pauvre, une seconde fauche fin septembre ou début octobre est dans tous les cas recommandée pour éviter l’enrichissement du milieu qui se fait « naturellement » (les pluies contenant dans presque tout l’hémisphère nord une partie des nitrates perdus dans l’air par les engrais agricoles).
Sur une même parcelle, plusieurs dates de fauches peuvent être choisies pour une gestion différenciée.

### Moyens de fauche
La fauche se fait au tracteur, à la motofaucheuse ou le cas échéant à la faux traditionnelle ou à la débroussailleuse, au moins à 10 cm au-dessus du sol pour ne pas le décaper superficiellement, ce qui favoriserait l’installation de chardons ou d’orties après quelques années. Les foins doivent être exportés.

### Compléments de gestion
Pour entretenir une prairie pauvre et bio-diversifiée, il faut laisser le foin sécher sur place quelques jours le temps qu’il perde ses graines, puis l’exporter. Il peut alors servir à nourrir des herbivores (attention, comme tous les foins, il doit être correctement séché pour ne pas contenir de mycotoxines et il peut contenir certaines plantes toxiques. Dans ce dernier cas, il peut être composté).
Des herbivores peuvent être brièvement mis en pâture en fin d’été, et leurs excréments pour partie ramassés et exportés.
Si des plantes indésirables apparaissent, la fauche répétée ou le passage répété d’une tondeuse (avec bac) permet généralement de les contrôler.

### Plantes indicatrices du bon état de la parcelle
Une prairie fleurie contient au moins quatre plantes à fleurs indicatrices du bon état de la parcelle, parmi une liste nationale. Des exemples sont la sauge, le rhinante, la grande astrance, le serpolet, le salsifis des prés, la raiponce et d'autres ombellifères.

## Biodiversité

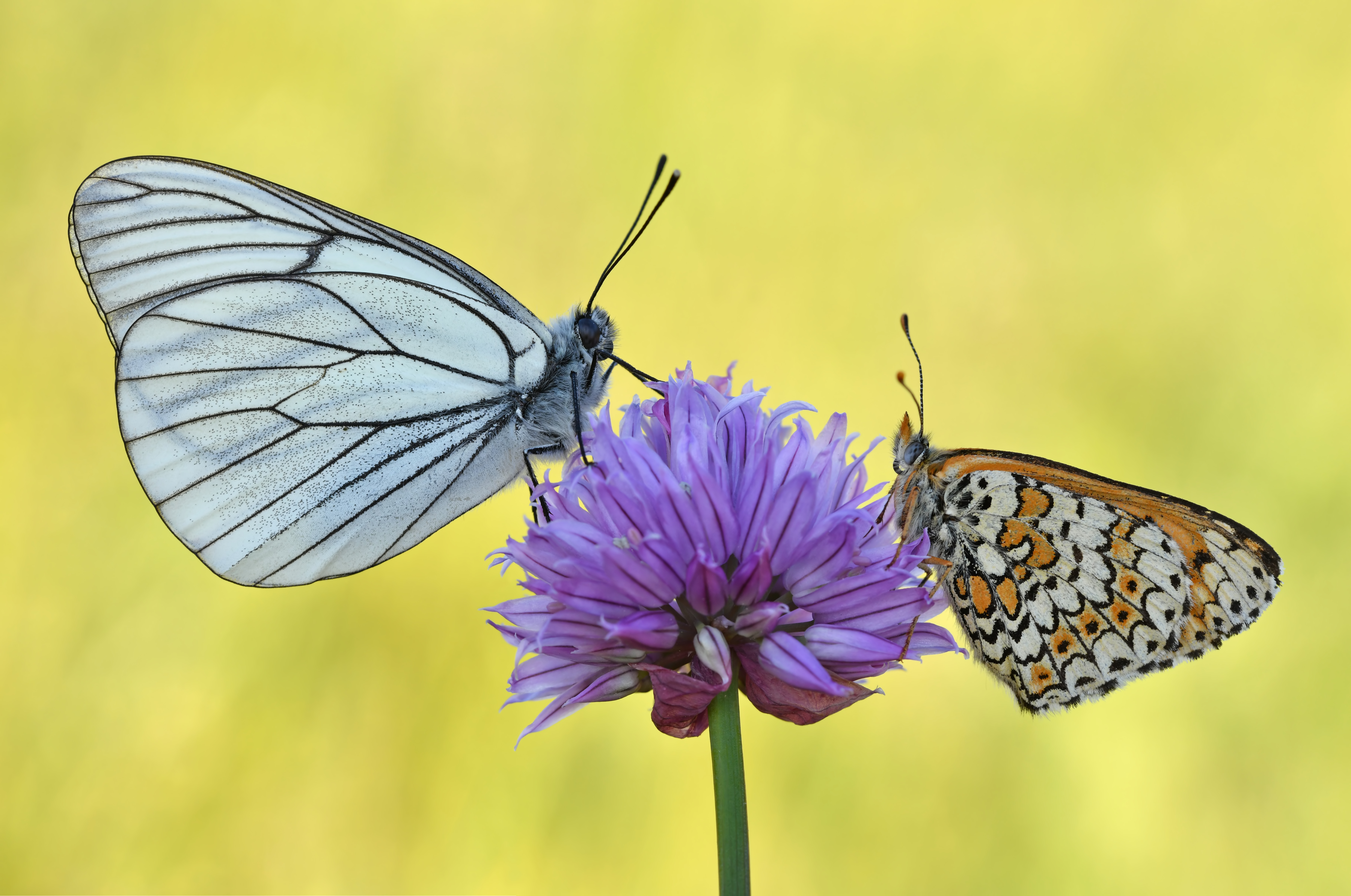
Un gazé et un Melitaea cinxia sur une ciboulette commune dans une prairie fleurie. Mai 2017.

Elle peut être améliorée quand les conditions le permettent par la présence de mares, noues ou fossés, quelques arbres, une haie, des talus, et des variations du relief ou un rajeunissement local et périodique du sol, etc. La connexion de prairies fleuries entre elles et avec d’autres milieux par des corridors biologiques ou zones tampons peut aussi favoriser leur intérêt pour la biodiversité.
De telles prairies peuvent trouver leur place en milieu agricole, mais aussi en ville, dans les zones d’activité, sur les délaissés routiers ou ferroviaires, aéroportuaires, etc.
Quelques zones-refuges non fauchées durant un an voire deux peuvent être conservées sur ces prairies (par ex sur 10 % du terrain lors de chaque fauche, pour la protection d’insectes dont les chrysalides doivent passer l’hiver sur une plante debout, et pour ceux qui produisent un stade larvaire à l’intérieur d’une tige.
Intérêt apicole : ce milieu, caractérisé par une floraison bien répartie de mars à septembre, offre de meilleure chances de survie aux insectes pollinisateurs et à d’autres.

## Communication
Elle est utile, car la population locale ou de passage peut dans un premier temps avoir l’impression que le milieu est abandonné ou non entretenu par la collectivité. Des panneaux fauche tardive, gestion écologique, zone protégée, etc. commencent à fleurir en Europe le long des routes près desquelles des prairies fleuries sont conservées.

## Composition
Elle varie selon la zone biogéographique, l’ensoleillement et la nature du sol (salinisation, pH, etc.).
Les graminées des prairies fleuries sont par exemple en zone tempérée européenne ;
- Fétuque rouge (Festuca rubra),
- Agrostis commun (Agrostis capillaris),
- Pâturin des prés (Poa pratensis).

Plantes intéressantes pour leurs fleurs ;

 Liste donnée à titre d'exemple, pour les régions Sud Pays-Bas, Belgique et nord de la France (pour d'autres régions, voir écologues compétents).
- Achillée millefeuille (Achillea millefolium) 15 à 50 cm
- Achillée sternutatoire (Achillea ptarmica) 30 à 60 cm
- Aigremoine eupatoire (Agrimonia eupatoria) 30 à 120 cm
- Angélique sauvage (Angelica sylvestris) 75 à 200 cm
- Bétoine officinale (Stachys officinalis) 30 à 80 cm
- Bleuet des champs (Centaurea cyanus) 20 à 80 cm
- Bouillon blanc (Verbascum thapsus) 50 à 200 cm
- Brunelle (Prunella vulgaris) 5 à 25 cm
- Cardère sauvage ou Cabaret des oiseaux (Dipsacus fullonum) 70 à 180 cm
- Caille-lait blanc (Galium mollugo) 30 à 60 cm
- Caille-lait jaune (Galium verum) 10 à 50 cm
- Carotte sauvage (Daucus carota) 20 à 80 cm
- Centaurée des prés ([Centaurea thuillieri J.Duvign. & Lambinon) 20 à 100 cm
- Centaurée scabieuse (Centaurea scabiosa) 30 à 100 cm
- Cerfeuil sauvage (Anthriscus sylvestris) 40 à 120 cm
- Chrysanthème des moissons (Chrysanthemum segetum) 30 à 60 cm
- Clinopode (Clinopodium vulgare) 20 à 40 cm
- Compagnon blanc (Silene latifolia alba) 30 à 90 cm
- Coquelicot (Papaver rhoeas) 30 à 60 cm
- Digitale pourpre (Digitalis purpurea) 30 à 150 cm
- Eupatoire à feuille de chanvre (Eupatorium cannabinum) 80 à 150 cm
- Lychnis fleur de coucou (Silene flos-cuculi, syn. Lychnis flos-cuculi) 25 à 80 cm
- Gaude (Reseda luteola) 50 à 100 cm
- Géranium des Pyrénées (Geranium pyrenaicum) 20 à 60 cm
- Géranium des prés (Geranium pratense) 20 à 80 cm
- Germandrée commune (Teucrium scorodonia) 30 à 60 cm
- Iris jaune (Iris pseudacorus) 40 à 150 cm
- Knautie des champs (Knautia arvensis) 20 à 80 cm
- Léontodon changeant (Leontodon hispidus) 15 à 40 cm
- Linaire (Linaria vulgaris) 30 à 90 cm
- Marguerite des prés (Leucanthemum vulgare) 30 à 60 cm
- Mauve musquée (Malva moschata) 30 à 70 cm
- Millepertuis à feuille perforée (Hypericum perforatum) 25 à 50 cm
- Molène noire (Verbascum nigrum) 60 à 150 cm
- Onagre bisannuel (Oenothera biennis) 60 à 150 cm
- Origan (Origanum vulgare) 20 à 40 cm
- Petite pimprenelle (Sanguisorba minor) 15 à 60 cm
- Plantain lancéolé (Plantago lanceolata) 10 à 45 cm
- Porcelle enracinée (Hypochaeris radicata) 15 à 45 cm
- Réséda jaune, Gaude ou Réséda jaunâtre (Reseda luteola) ou (Reseda lutea) 20 à 60 cm
- Renoncule âcre (Ranunculus acris) 30 à 80 cm
- Salsifis des prés (Tragopogon pratensis) 30 à 70 cm
- Salicaire (Lythrum salicaria) 60 à 150 cm
- Saponaire officinale (Saponaria officinalis) 40 à 70 cm
- Saxifrage granulé (Saxifraga granulata) 10 à 40 cm
- Silène enflé (Silene vulgaris) 30 à 60 cm
- Succise des prés (Succisa pratensis) 30 à 80 cm
- Tanaisie (Tanacetum vulgare) 60 à 120 cm
- Valériane officinale (Valeriana repens) ou Valeriana officinalis 30 à 150 cm
- Vipérine (Echium vulgare L. ) 30 à 50 cm
- Véronique à feuille de chêne (Veronica chamaedrys) 10 à 30 cm

## Animations, encouragements à la restauration ou au maintien de prairies fleuries
En France et en Europe (avec le Fonds européen agricole de garantie ou FEAGA) existent diverses aides et subventions pour soutenir des jachères fleuries, des plantes messicoles et les prairies fleuries, notamment en zone Natura 2000, dans certaines réserves naturelles, dans certains territoires (Territoire de Belfort par exemple) et dans les Parcs naturels régionaux, avec un concours agricoles prairies fleuries (ici définies comme « herbages (non semés) riches en espèces qui sont fauchées ou pâturées pour nourrir le bétail », concours faisant partie du Concours général agricole, en plus des concours animaux, produits et lycées agricoles, avec environ 1500 agriculteurs y avaient déjà participé de 2010 à 2014. Ce concours est soutenu par une cinquantaine de structures (collectivités territoriales, syndicats mixtes, chambres d'agriculture, parcs naturels régionaux, ADASEA, conservatoires d'espaces naturels, parcs nationaux, groupements de producteurs…) sur différents territoires, avec un prix d’excellence agri-écologique par catégorie (prairies fauchées/prairies fauchées et pâturées/pâturages). Le soutien à l'élevage extensif favorise également les prairies fleuries.